# Les Mollettes
Les Mollettes är en kommun i departementet Savoie i regionen Auvergne-Rhône-Alpes i sydöstra Frankrike. Kommunen ligger i kantonen Montmélian som tillhör arrondissementet Chambéry. År 2022 hade Les Mollettes 870 invånare.

## Befolkningsutveckling
Antalet invånare i kommunen Les Mollettes
| Referens: INSEE |